# Jungfrun, Nagu
Jungfrun är en ö nära Vandrock i Nagu,  Finland. Den ligger i Skärgårdshavet i Pargas stad i den ekonomiska regionen  Åboland i landskapet Egentliga Finland, i den sydvästra delen av landet. Ön ligger omkring 5 kilometer öster om Vandrock, 6 kilometer nordväst om Nagu kyrka, 36 kilometer sydväst om Åbo och omkring 170 kilometer väster om Helsingfors. Närmaste allmänna förbindelse är förbindelsebryggan vid Innamo som trafikeras av M/S Falkö.
Öns area är 0,5 hektar och dess största längd är 110 meter i öst-västlig riktning.